# ラウトカFC
ラウトカ・フットボール・クラブ（英: Lautoka Football Club）は、フィジーのラウトカを本拠地とするセミプロサッカークラブで、現在はフィジー・プレミアリーグに参加している。ホームスタジアムはチャーチルパーク。 
国内リーグでは2017シーズン、2018シーズンの連覇を含む5回の優勝経験を持つ。 

## 歴史
ラウトカサッカー協会は、1934年設立。ジョン・バイラギのリーダーシップの下、Namoli Indian Sports and Serviceの2つのチームで設立され、Namoli Parkに拠点を置いていた。 ラウトカは、1938年に設立されたフィジーインディアンサッカー協会の創設メンバーの1つである。この協会は1961年にフィジーサッカー協会になる。 
ラウトカは、 Inter-District Championship（IDC）決勝での最高得点を記録を持つ。ラウトカはある年の決勝でバFCを6-0、また別の年には7-0で破り、さらに別の年にはスバFCを7-1で破った。 その記録は今日まで破られていない。 
ラウトカは、IDCで3年連続で優勝した最初のチームでもある。また、フィジーナショナルリーグでは無敗のまま優勝を果たし、 2009-10シーズンのOFCチャンピオンズリーグへの出場権を獲得した。 
2018年のOFCチャンピオンズリーグではクラブ史上初の決勝に進出したが、決勝でニュージーランドのチーム・ウェリントンに2戦合計3-10で敗れた。 

## 現在のチーム
2018 Inter-District Championshipのチーム

## 人事

### 現在の技術スタッフ
| 役職             | 氏名            |
| ---------------- | --------------- |
| Interim Coach    | Ritesh Chauhan  |
| Team Manager     | Prakash Narayan |
| Youth team coach | Shaheem Ali     |

出典: 

## タイトル
国内タイトル
- ナショナル・フットボールリーグ：7回[5]
  - 1984, 1988, 2009, 2017, 2018,  2021, 2023
- インターディストリクト・チャンピオンシップ ：18回[6]
  - 1941、1942、1949、1950、1953、1957、1958、1959、1962、1964、1965、1973、1984、1985、2005、2008、2017、2018
- Battle of the Giants：2回
  - 1985、2016
- フィジーサッカー協会カップトーナメント ：2回
  - 2000、2002
- チャンピオンvsチャンピオンシリーズ ：2回
  - 2009、2016

## OFC大会での成績
- OFCチャンピオンズリーグ ：4回出場 
  - 最高順位 ：決勝進出(2018年)
  - 2010年 ：グループB、2位
  - 2011年 ：グループA、3位
  - 2018 ：準優勝
  - 2019年 ：グループB、3位